# Kaliph Sidibé
Kaliph Sidibé (* 25. März 1968) ist ein ehemaliger französischer Fußballspieler. In der zweithöchsten Spielklasse des deutschen Fußballs, der 2. Bundesliga, spielte er für den FC St. Pauli.

## Sportliche Laufbahn
Der Abwehrspieler kam 1997 vom FC Saint Denis-Saint Leu nach Deutschland. Für den FC St. Pauli bestritt er in der Hinrunde der Saison 1997/98 sieben Partien in der 2. Liga. Danach verliert sich seine Spur im höherklassigen Fußball.